# Richard O’Connor (generał)
Richard Nugent O’Connor, ps. Dick (ur. 21 sierpnia 1889 w Śrinagar, zm. 17 czerwca 1981 w Londynie) – brytyjski dowódca wojskowy, generał British Army, dowódca Sił Pustyni Zachodniej na wczesnym etapie kampanii afrykańskiej II wojny światowej.
Był dowódcą sił alianckich podczas operacji Compass, w czasie której jego oddziały zniszczyły włoską 10 Armię. Zwycięstwo to doprowadziło w niedługim czasie do podjęcia przez Adolfa Hitlera decyzji o wysłaniu na pomoc włoskim sojusznikom Afrika Korps pod dowództwem gen. Erwina Rommla. 7 kwietnia 1941 r. O’Connor został pojmany przez niemiecki patrol zwiadowczy i spędził ponad dwa lata we włoskim obozie dla jeńców wojennych, który opuścił w grudniu 1943 r. W następnym roku został mianowany dowódcą brytyjskiego VIII Korpusu, który brał udział w lądowaniu w Normandii oraz w operacji Market Garden.
Od stycznia 1945 odjął dowództwo sił zbrojnych w Indiach.
W 1948 r. przeszedł na emeryturę. Zmarł 17 czerwca 1981 r. w Londynie.

## Odznaczenia i wyróżnienia
- Order Ostu (26 kwietnia 1971, Wielka Brytania)
- Krzyż Wielki Orderu Łaźni (12 czerwca 1947, Wielka Brytania)
- Krzyż Komandorski z Gwiazdą Orderu Łaźni (4 marca 1941, Wielka Brytania)
- Krzyż Komandorski Orderu Łaźni (11 lipca 1940, Wielka Brytania)
- Order Wybitnej Służby (16 sierpnia 1917, ponownie w 1918, Wielka Brytania)
- Krzyż Wojskowy (18 lutego 1915, Wielka Brytania)
- Wyróżnienie w Sprawozdaniu – trzynastokrotnie (Wielka Brytania)
- Komandor Orderu Legii Honorowej (Francja)
- Krzyż Wojenny 1939–1945 (Francja)
- Srebrny Medal za Męstwo Wojskowe (1918, Włochy)